# Ef - a tale of memories
ef - a tale of memories è un anime del 2007 diretto da Shin Ōnuma e tratto da una serie di visual novel e manga dal titolo ef - a fairy tale of the two.. Nel 2006 è stato tratto dall'opera originale anche uno show radiofonico in Giappone mentre nel 2008 è uscita la seconda serie dell'anime ef - a tale of melodies.

## Struttura
L'anime è suddiviso in due storie parallele che si avvicendano nei 12 episodi, senza mai ricongiungersi se non nel messaggio finale, ognuna delle quali ha i propri personaggi distinti che, in realtà, sono legati tra loro attraverso conoscenze avute alcuni anni prima. L'unico punto di contatto tra i due mondi è il rapporto che lega Chihiro Shindo a Kei Shindo, sorelle divise da un terribile incidente in giovane età che ha segnato irrimediabilmente la prima.
Le 2 storie si svolgono in 2 città (inesistenti nella realtà) distinte ma identiche, poiché l'una è la copia sorta in Australia dopo che la prima, in Giappone, era stata in parte distrutta da un terremoto, ma entrambe si chiamano "Otowa". Particolare è anche la mancanza di un momento fisso comune a tutte le puntate per l'esecuzione delle sigle iniziali e finali e, perciò, talvolta la sigla di apertura è posta quasi al centro dell'episodio o quella di chiusura pochi minuti prima della fine. Le sigle vengono così impiegate anche per dividere gli avvenimenti dei 2 differenti filoni narrativi. Seguendo la serie bisogna prestare attenzione a ciò per non perdere parti importanti della storia.

## Trama
Durante una passeggiata solitaria Renji Aso incontra una curiosa ragazza presso una stazione ferroviaria in disuso. Chihiro Shindo, questo è il suo nome, indossa una grossa benda su un occhio e sembra non frequentare la scuola del paese come gli altri. I due decidono di incontrarsi nuovamente i giorni successivi e nasce così una forte amicizia, finché la giovane non confida un terribile segreto al suo nuovo amico: per via di un incidente anni prima soffre di un disturbo della memoria, non riuscendo a ricordare nulla di ciò che è avvenuto tredici ore prima. Quindi ogni giorno è costretta ad annotare su un diario ogni cosa che fa e per questo motivo ogni mattina per lei è come incontrasse Renji Aso per la prima volta.
Hiro Hirono è un giovane disegnatore di manga. Il giorno di Natale, mentre si sta recando a casa dei suoi amici per festeggiare, incontra Miyako Miyamura, una ragazza che dimostra subito di avere un certo interesse per lui e che per questo si contrappone subito a Kei Shindo, la migliore amica di Hiro che segretamente nutre un forte sentimento per il ragazzo.
Durante l'intera serie, in alcuni momenti di crisi emotiva e psicologica, i vari personaggi avranno degli incontri fugaci con Yuuko Amamiya, che con brevi frasi darà loro consigli e li motiverà a perseguire i loro obiettivi, per poi sparire sempre nel nulla. Dopo i titoli di coda dell'ultimo episodio, si assiste ad un incontro tra Yuuko e Yu Himura, ripreso nella parte finale della seconda serie, ef - a tale of melodies.

## Personaggi
- Chihiro Shindo - una ragazza particolare, con una benda su un occhio, che passa le giornate presso una stazione abbandonata a scrivere sul suo diario e guardare il cielo. Qui incontra Renji Aso di cui diventa subito amica.
- Renji Aso - uno studente della scuola del paese. Durante una passeggiata incontra Chihiro Shindo e incuriosito dalla ragazza diventa suo amico.
- Kuze Shuiichi - un adulto, vicino di casa di Renji e famoso violinista dall'atteggiamento in stile playboy.
- Hiro Hirono - un giovane mangaka che ormai frequenta sempre più di rado la scuola per via del suo lavoro/passione, ma pubblica le sue opere sotto falso nome per non essere scoperto dalla sua famiglia. Ha diversi amici tra cui Kei Shindo, praticamente una sorella per lui.
- Kei Shindo - sorella di Chihiro, è innamorata di Hiro Hirono, anche se non si è mai fatta avanti con il ragazzo.
- Miyako Miyamura - una ragazza misteriosa che incontra Hiro il giorno di Natale. I due diventano subito amici.
- Hayama Mizuki - una ragazza amica di Hiro e Kei e amante dei manga. Legge le opere di Hiro senza esserne a conoscenza.
- Kyosuke Tsutsumi - un ragazzo amico di Hiro e amante della ripresa. Va sempre in giro con una videocamera e, quando per la vigilia di Natale vede di sfuggita Kei correre, decide di girare un film di sole riprese della vita di quotidiana della ragazza.
- Yu Himura - un uomo misterioso che vive in una chiesa che funge anche da orfanotrofio e si prende cura di Chihiro.
- Yuuko Amamiya - una donna misteriosa vestita in modo simile ad una suora. Incontra di sfuggita i vari personaggi principali e, dopo aver dato loro brevi consigli, sparisce nel nulla.

## Episodi
| Nº | Titolo italiano (traduzione letterale) Titolo originale | In onda          | In onda |
| Nº | Titolo italiano (traduzione letterale) Titolo originale | Giapponese       |         |
| 1  | Vigilia 「Eve」                                         | 6 ottobre 2007   |         |
| 2  | Una volta 「Upon a time」                               | 13 ottobre 2007  |         |
| 3  | Paradosso 「Paradox」                                   | 20 ottobre 2007  |         |
| 4  | Onestà 「Honestly」                                     | 27 ottobre 2007  |         |
| 5  | Schizzo 「Ōtline」                                      | 3 novembre 2007  |         |
| 6  | Pioggia 「Rain」                                        | 10 novembre 2007 |         |
| 7  | Io... 「I...」                                          | 17 novembre 2007 |         |
| 8  | Colore nitido 「Clear colōr」                           | 24 novembre 2007 |         |
| 9  | Non dimenticarmi 「Forget me not」                      | 1º dicembre 2007 |         |
| 10 | Sono qui 「I'm here」                                   | 8 dicembre 2007  |         |
| 11 | Per sempre 「Ever forever」                             | 15 dicembre 2007 |         |
| 12 | Amore / Sogno 「Love / dream」                          | 22 dicembre 2007 |         |

## Sigle

### Apertura
1. "euphoric field" di Tenmon feat. ELISA (ep 3-9,11)
2. "euphoric field (versione giapponese)" di Tenmon feat. ELISA (ep 12)

### Chiusura
1. "I'm here" di Hiroko Taguchi (ep 1,3,7,10)
2. "euphoric field" di Tenmon feat. ELISA (ep 2)
3. "Kizamu Kisetsu" di Junko Okada (ep 4,5,9)
4. "Sora no Yume" di Natsumi Yanase (ep 6,8,11)
5. "Yūkyū no Tsubasa 07mix" di Yumiko Nakajima (ep 12)